# Max-Planck-Gymnasium Karlsruhe
Das Max-Planck-Gymnasium Karlsruhe ist ein Gymnasium im Karlsruher Stadtteil Rüppurr. Es ist nach dem Wissenschaftler Max Planck benannt und zeichnet sich vor allem durch sein Kunstprofil aus.

## Geschichte
Nachdem 1949 die Kinder des Stadtteils Rüppurr zusammen mit den Kindern aus dem Dammerstock eine eigene Klasse am Realgymnasium in Ettlingen gebildet hatten, begründeten die Eltern aus den Stadtteilen eine Initiative zur Gründung einer höheren Schule. 1951 kam es zum Beschluss die Schule bauen zu lassen, 1953 folgte der erste Spatenstich und 1954 wurde der erste Teiltrakt bezogen. In zwei weiteren Bauabschnitten wurde das Gebäude dann bis 1958 fertiggestellt. 1965 folgte die Turnhalle, fünf Jahre später der erste Anbau. Eine von Anfang an geplante Aula konnte 1991 an die Schule übergeben werden. Ende 2016 wurde der neue Lichthof eingeweiht, der durch die Erweiterung des H-Baus entstanden ist. Die Erweiterung bietet sechs weitere Klassenzimmer sowie einen Aufzug, wodurch die Schule nahezu barrierefrei wurde.

## Profil
Das Max-Planck-Gymnasium bietet ein naturwissenschaftliches, ein sprachliches und als einzige Schule in Karlsruhe ein Kunstprofil an. Schüler in den Klassen mit Kunstprofil belegen Kunst ab der achten Klasse als versetzungsrelevantes Hauptfach. Erste Fremdsprache (ab Klasse fünf) ist Englisch, zweite (ab Klasse sechs) Französisch oder Latein, als dritte Fremdsprache (ab Klasse acht) kommt im sprachlichen Zug zusätzlich noch Spanisch bzw. Französisch hinzu.

## Arbeitsgemeinschaften
Unter dem Motto „Musik liegt in der Luft“ proben diverse Musik-Arbeitsgemeinschaften und stellen ihre Ergebnisse im Verlauf des Schuljahres vor: Bigband, Unterstufenchor, Instrumentalkreis und Extrachor. Seit 1989 gibt es am Max-Planck-Gymnasium eine feste Theater-AG, die jährlich mit einem frei gewählten Stück auftritt. Der Erlös der Vorstellungen wurde unter anderem für die technische Erweiterung und den Ausbau der Aula des Max-Planck-Gymnasiums genutzt. Es gab und gibt eine Vielzahl weiterer Arbeitsgemeinschaften, derzeit z. B. eine Volleyball-AG und eine Garten-AG.

## Schüleraustausch
Das Max-Planck pflegt einen regelmäßigen Austausch mit Schulen in Bar-le-Duc (Frankreich), Birmingham (England) und Valencia (Spanien).

## Besonderheiten
- Im Schulgebäude befindet sich seit den späten 1950er Jahren die Volkssternwarte Karlsruhe, die seit 1979 von der Astronomischen Vereinigung Karlsruhe e.V. (AVKa) betreut wird.[3]
- Ab 1970 war das Gymnasium eine Versuchsschule für die in Baden-Württemberg flächendeckend erst 1978 eingeführte reformierte gymnasiale Oberstufe mit Kurssystem.
- Seit Mitte der 1970er Jahre fand ein Schüleraustausch des Leistungskurses Religion mit kulturell ausgerichteten Gruppen der Stadt Jerusalem statt.
- Das Max-Planck-Gymnasium war eines der ersten Karlsruher Gymnasien, das nach dem PISA-Schock das finnische Schulsystem genauer betrachtete und versuchte, mit der Rhythmisierung des Unterrichts („Doppelstundenmodell“) und der Periodisierung – manche Fächer werden nur kurze Zeit konzentriert unterrichtet – den Alltag von Schülern und Lehrern zu erleichtern.
- Vom 18. bis 22. Juli 2011 und vom 15. bis 19. Juli 2019 fand am Max-Planck-Gymnasium das Projekt Schule als Staat statt, das jeweils über einen Zeitraum von mehr als einem Jahr von einem Seminarkurs und mehreren Arbeitsgemeinschaften geplant und vorbereitet wurde.
- Seit dem Schuljahr 2023/24 ist das Max-Planck-Gymnasium „Umweltschule in Europa – Internationale Nachhaltigkeitsschule“[4]

## Bekannte Schüler
- Markus Brock (* 1963), Fernsehmoderator, Abitur 1982
- Jan-Bernd Elpert (* 1963), Philosoph, Abitur 1983
- Beate Bube (* 1964), Juristin, Abitur 1983
- Götz Schulze (1964–2018), Rechtswissenschaftler, Abitur 1984
- Johannes Mössinger (* 1964), Jazzpianist, Abitur 1984
- Florian Sitzmann (* 1965), Musiker und Musikproduzent, Abitur 1984
- Christoph Gröner (* 1968), deutscher Immobilienunternehmer und Gründer der CG Gruppe, Abitur 1987
- Pola Roy (* 1975), Schlagzeuger und Musikproduzent, Abitur